# Wasia Bankowa
Wasia Bankowa (bułg. Вася Стефанова Банкова, ur. 1954 w Sofii) – bułgarska chemiczka, doktor nauk, profesor zwyczajny specjalizująca się w badaniach nad propolisem.
Wasia Bankova w 1977 roku ukończyła studia na Uniwersytecie Technologii Chemicznej i Metalurgii w Sofii uzyskując stopień inżyniera chemika. W 2001 roku została doktorem nauk. Od 2005 roku pełni funkcję kierownika Laboratorium Chemicznego Instytutu Chemii Bułgarskiej Akademii Nauk.
Członkostwo w Akademiach Nauk: 2014 – członek korespondent Bułgarskiej Akademii Nauk.
Jest autorką ponad 160 artykułów.

## Wybrane publikacje
- V. Bankova. Chemical diversity of propolis and the problem of standardization. J. Ethnopharmacol. 100 (1-2), 114—117 (2005).
- V. Bankova, B. Trusheva., M.Popova. New developments in propolis chemical diversity studies (since 2000) In: N. Orsolich & I. Basic (Eds), Scientific Evidence of Use of Propolis in Ethnomedicine, 1-13, Transworld Research Network, Trivandrum, 2008.
- V. Bankova, B. Trusheva. Chemical profiles of different propolis types in relation to their biological activity. In: T. Farooki and A. Farooki, Eds., Beneficial effects of propolis on human health and chronic diseases. NOVA Science Publishers, New York. 2013.